# FC Linz
El FC Linz es un equipo de fútbol de la ciudad de Linz en Austria. Fue fundado el 30 de junio de 1946 y desapareció al fusionarse en 1997 con su rival ciudadano, el LASK Linz, por problemas económicos. 
En 1949, bajo el apoyo de la empresa siderúrgica VÖEST, el equipo es renombrado como SK VÖEST Linz. En 1969, SK VÖEST ganó el campeonato de la Liga Regional y fue ascendido a Nationalliga, actual Bundesliga. El club alcanzó su punto máximo en la temporada 1973-74, cuando se convirtió en campeón austriaco. Su declive comenzó en 1988, cuando SK VOEST fue relegado a la Primera División (II). 
En 1991, la empresa siderúrgica retiró fondos y el equipo se volvió a cambiar de nombre a FC Stahl Linz en 1991 y FC Linz en 1993. 
En 1997, debido a las dificultades financieras, el club finalmente tuvo que disolver, por fusión con su rival de mucho tiempo LASK Linz.
En el mismo año, el  FC Blau-Weiß Linz fue fundado, que adoptó las tradiciones del club desaparecido. El club fue refundado en 2013 luego de adquirir los derechos del SV VÖEST.

## Palmarés
- Bundesliga (1): 1974
- First League (2): 1991, 1996
- Regional League Central (1): 1969

## Participación en competiciones de la UEFA
| Temporada | Torneo                  | Ronda | Club              | Resultados       |
| --------- | ----------------------- | ----- | ----------------- | ---------------- |
| 1972–73   | UEFA Cup                | 1     | Dynamo Dresden    | 0–2 (V), 2–2 (L) |
| 1974–75   | European Champion's Cup | 1     | FC Barcelona      | 0–0 (L), 0–5 (V) |
| 1975–76   | UEFA Cup                | 1     | Budapest Vasas SC | 2–0 (L), 0–4 (V) |
| 1980–81   | UEFA Cup                | 1     | FC Zbrojovka Brno | 1–3 (V), 0–2 (L) |

## Nombres usados
- 1946: fundado con nombre de SV Eisen und Stahl 1946 Linz
- 1949: cambia nombre a SK VÖEST Linz
- 1978: cambia nombre a SK VOEST Linz
- 1990: cambia nombre a FC VOEST Linz
- 1991: cambia nombre a FC Stahl Linz
- 1993: cambia nombre a FC Linz
- 1997: fusión con LASK Linz (Siguiendo como LASK Linz).

- 1997: Refundado y renombrado FC Blau-Weiß Linz.

## Jugadores

### Jugadores importantes
- Reinhold Hintermaier (1975-79)
- Koloman Gögh (1980-82)
- Christian Stumpf (1985-89, 1990-1995)
- Frank Schinkels (1989-90)
- Peter Pacult (1992-93)
- Walter Waldhör (1994)
- Hugo Sánchez (1995-96)